# Mongolia Juniors
Das Mongolia Juniors (auch Mongolia Junior International genannt) ist im Badminton die offene internationale Meisterschaft der Mongolei für Junioren und damit das bedeutendste internationale Juniorenturnier in der Mongolei. Es wurde erstmals 2017 ausgetragen.

## Die Sieger
| Saison    | Herreneinzel      | Dameneinzel           | Herrendoppel                                  | Damendoppel                          | Mixed                                 |
| --------- | ----------------- | --------------------- | --------------------------------------------- | ------------------------------------ | ------------------------------------- |
| 2017      | Dmitriy Panarin   | Vaishnavi Reddy Jakka | Abdurasul Khodjaev Temur Turakhonov           | Eshita Raju K. Vaishnavi Reddy Jakka | Abdurasul Khodjaev Sevinch Sodikova   |
| 2018      | Lee Han-kyeol     | Purva Barve           | Weeraphat Phakjarung Ratchapol Makkasasithorn | Chasinee Korepap Sararat Chueboca    | Weeraphat Phakjarung Chasinee Korepap |
| 2019      | Su Li-yang        | Benyapa Aimsaard      | Wei Chun-wei Wu Guan-xun                      | Lai Tzu-yu Wang Xin-yu               | Chiang Chien-wei Wang Xin-yu          |
| 2020 2022 | nicht ausgetragen | nicht ausgetragen     | nicht ausgetragen                             | nicht ausgetragen                    | nicht ausgetragen                     |
| 2023      | Lee Yu-jui        | Wang Pei-yu           | Lai Po-yu Tsai Fu-cheng                       | Chen Yu-hsi Chen Hsin-tung           | Lai Po-yu Wang Pei-yu                 |
| 2024      | nicht ausgetragen | nicht ausgetragen     | nicht ausgetragen                             | nicht ausgetragen                    | nicht ausgetragen                     |